# Иванов, Максим Евгеньевич
Максим Евгеньевич Иванов (род. 23 мая 1987, Хабаровск, РСФСР, СССР) — российский политический деятель, депутат Государственной думы VIII созыва (с 2021 года). Член Генерального совета партии «Единая Россия». Из-за поддержки российско-украинской войны находится под санкциями ряда стран.

## Биография
Максим Иванов родился 23 мая 1987 года в Хабаровском крае в селе Берёзовка (ныне микрорайон «Посёлок Берёзовка» города Хабаровска). В 2004 году окончил среднюю школу. Работал на стройках Хабаровска, позже организовал строительную компанию «Дальрезерв». Окончил Российскую Академию народного хозяйства и государственной службы при Президенте РФ по специальности «Государственное и муниципальное управление».
В 2010 году Иванов вступил в партию «Единая Россия». В 2014 году был избран депутатом Хабаровской городской Думы 6-го созыва по избирательному одномандатному округу № 30, в том же году стал лидером Совета молодых парламентариев Дальневосточного Федерального округа, членом Совета молодых законодателей при Совете Федерации. С 2015 по 2019 годы был заместителем председателя Совета. В конце 2019 года стал исполняющим обязанности секретаря регионального отделения партии, в июне 2021 года — секретарём. В июле 2022 года стал заместителем руководителя Дальневосточного Межрегионального координационного совета «Единой России».
В 2021 году победил в праймериз «Единой России» и был избран в Государственную Думу VIII созыва по партийному списку. Вошёл в состав комитета по экологии, природным ресурсам и охране окружающей среды.
Из-за поддержки российско-украинской войны находится под санкциями 27 стран ЕС, Великобритании, США, Канады, Швейцарии, Австралии, Японии, Украины, Новой Зеландии.